# 62 Ерато
62 Ерато — астероїд головного поясу, відкритий 14 вересня 1860 року.
Тіссеранів параметр щодо Юпітера — 3,191.